# Astrônomo Real da Escócia
Astrônomo Real da Escócia (em inglês:  Astronomer Royal for Scotland) foi o título do diretor do Observatório Real de Edinburgo até 1995. Tornou-se desde então um título honorário.

## Astrônomos Reais
- 1834–1844 Thomas Henderson
- 1846–1888 Charles Piazzi Smyth
- 1889–1905 Ralph Copeland
- 1905–1910 Frank Dyson
- 1910–1937 Ralph Allen Sampson
- 1938–1955 William Michael Herbert Greaves
- 1957–1975 Hermann Brück
- 1975–1980 Vincent Cartledge Reddish
- 1980–1990 Malcolm Longair
- 1991–1995 In abeyance
- 1995–present John Campbell Brown